# Mulheres na Ásia

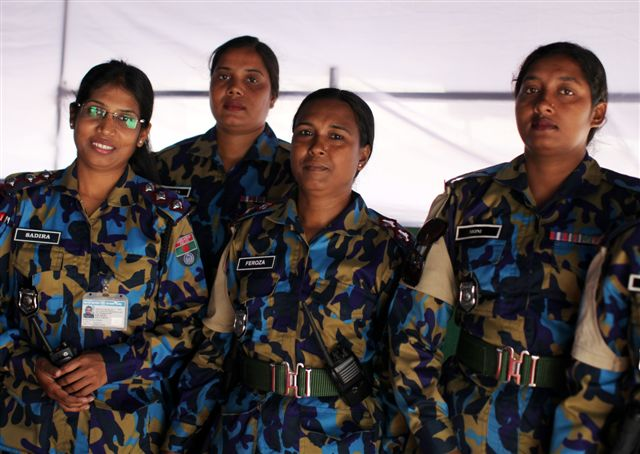
Mulheres bengali das forças de paz de Bangladesh em MONUSCO.

A evolução e a história de mulheres na Ásia coincidem com a evolução e a história da Ásia em si, como um continente próprio. Elas também correspondem com as culturas que se desenvolveram no interior da região. As mulheres asiáticas podem ser categoricamente agrupados como as mulheres das sub-regiões asiáticas da Ásia Central, Leste da Ásia, Norte da Ásia, Sul da Ásia, Sudeste da Ásia e da Ásia Ocidental (incluindo o Oriente Médio).
Por país, as mulheres da Ásia vêm de estados soberanos tais como as mulheres da Armênia, Israel, Iraque, Japão, Tailândia, Vietnã, Myanmar e Iêmen, Omã, dentre outros. Outras mulheres asiáticas vêm de estados com reconhecimento internacional limitado, como as mulheres da Abecásia, Nagorno-Karabakh, Chipre do Norte, Estado da Palestina, Ossétia do Sul e Taiwan. Outras mulheres da Ásia vêm de territórios dependentes, tais como as mulheres da Ilha Christmas, Ilhas Cocos (Keeling), de Hong Kong e Macau.

## História

### Os papéis tradicionais
Devido à natureza patriarcal da sociedade, as mulheres asiáticas muitas vezes foram vistas como virtuosas e submissas, devendo salvaguardar a sua virgindade até o casamento, e assumir tarefas principalmente domésticas. Normas sociais tradicionais e o desenvolvimento econômico de regiões rurais continuam a restringir o papel das mulheres na sociedade e na economia asiática, e em muitas nações do continente as mulheres tem dificuldade em exercer os seus direitos legais devido à discriminação de gênero.

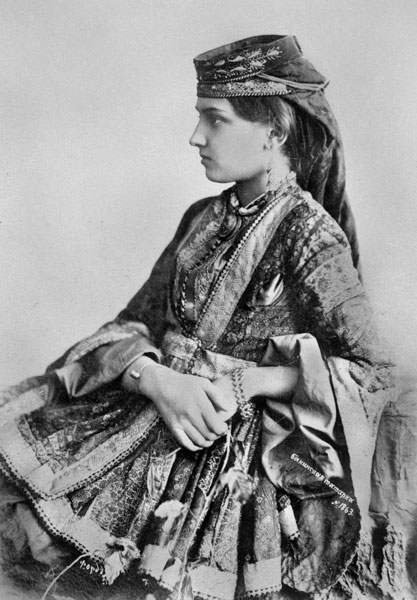
Uma menina armênia de Nova Julfa, Isfahan, final do século 19

No Sudeste asiático, as mulheres foram - e ainda são - alvo de sistemas sociais que as classificam como pessoas modestas, submissas, de boa educação e pertencentes ao agregado familiar, onde atuam como cuidadoras da família e executam tarefas com vistas a "preservar o lar" e manter a fidelidade ao marido, atuando como conselheiras e servas de seus maridos. Mulheres cambojanas, especificamente, ficaram conhecidas na época do Império Khmer como aquelas que "não podiam fazer movimentos onde se pudesse ouvir o som da seda de suas saias roçar".
Ao longo da história da Pérsia, as mulheres persas (atualmente conhecido como Irã), assim como os homens persas, usavam maquiagens coloridas, jóias e boas vestimentas em todas as partes do corpo. Além disso, suas roupas eram elaboradas e coloridas. Ao invés da sociedade persa ser marcada por gênero, estilos de roupas distinguiam a classe e o status social. Mulheres no Irã moderno (pós 1935) são de várias misturas culturais e aparências, até mesmo na forma social. Tradicionalmente no entanto, a "mulher persa" tinha uma aparência pré-definida por normas sociais que eram o padrão para todas as mulheres na sociedade. 
Na Ásia Central, eram atribuídos papéis tradicionais às mulheres, semelhantemente a outras parte dos continente. A prática do Purdah, comumente feita em outras sociedades muçulmanas, só era frequentemente realizada pela elite religiosa. No Turcomenistão, em específico, o papel das mulheres não estava em convergência com os estereótipos ocidentais sobre as mulheres muçulmanas. Apesar de uma divisão de trabalho existente, onde as mulheres geralmente não são atuantes em assuntos políticos fora do ambiente doméstico, as mulheres do Turcomenistão nunca usaram um véu semelhante ao de as mulheres de alguns de seus países vizinhos. Entretanto, os costumes em relação às mulheres podem variar dentro do Turcomenistão onde, por exemplo, as mulheres na parte oriental do país estão autorizadas a beber um pouco de bebida alcoólica, e as mulheres que vivem na porção central do país, particularmente aqueles da tribo Tekke, não são permitidas a beber bebida alcoólica. A maioria das mulheres possuem uma série de habilidades e ofícios altamente especializados, especialmente aqueles relacionados com o uso doméstico e sua manutenção.
Em Myanmar, no Sudeste asiático, as mulheres tiveram um único status social na sociedade birmanesa. Durante séculos - mesmo antes da história registrada - as mulheres possuíam um alto grau de independência e detinham boa parte de seus direitos legais e econômicos, apesar das influências do Budismo e Hinduísmo. Myanmar já foi composta por um sistema matriarcal que incluía o direito exclusivo de herdar poços de petróleo e o direito de herdar o cargo de chefe da aldeia. Mulheres birmanesas também foram nomeadas para altos cargos por reis birmaneses, podendo se tornar conselheiras e rainhas.

## Sociedade

### Violência e assédio sexual
A violência contra as mulheres na Ásia varia de região para região. Em determinadas regiões da Índia, Paquistão e Afeganistão, o nível de violência e assédio sexual é alto, considerando situações de estupro, violência doméstica e discriminação de gênero. Desde a queda do regime do Talibã, o Afeganistão vem implementando políticas públicas visando o bem-estar das mulheres, mas a realidade vem melhorando lentamente à medida que o país avança com a ajuda da comunidade internacional. Na Índia, mulheres continuam a enfrentar índices altos de violência, tais como o estupro, derramamento de ácido no corpo, feminicídio e prática da prostituição forçada. De acordo com uma pesquisa global realizada pela Thomson Reuters, a Índia é o quarto país mais perigoso no mundo para as mulheres, e o pior país para ser uma mulher entre as nações do G20.

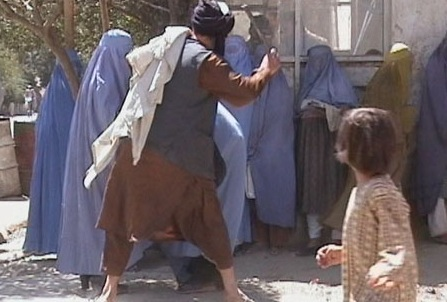
Polícia religiosa do Talibã espancando um mulher em Cabul (fotografia feita pela RAWA em 26 de agosto de 2001)

O rapto da noiva é um costume ainda registrado no Azerbaijão. No costume azeri, uma jovem é levada para a casa dos pais do sequestrador, quer através do engano ou força. Independentemente de saber se a violação ocorre ou não, a mulher é geralmente considerada como impuro por seus parentes e, portanto, é forçada a se casar com seu sequestrador. O mesmo costume também é aplicado em regiões remotas do Irã e Iraque e em partes do Bangladesh.
Sociedades tribais enxergam a violência contra as mulheres como um fator social importante na composição dos papéis de gênero. Na sociedade beduína, que habita os desertos de Israel e do Oriente Médio, a discriminação social e a violência doméstica contra as mulheres foi identificada como um problema significativo. Em Timor-Leste, numa pesquisa de 2010, cerca de 36% das mulheres casadas relataram ter sofrido violência física, psicológica ou sexual por seu marido ou parceiro, mas apenas 24% relataram discutir este assunto com ninguém e apenas 4% responderam que procuraram a ajuda da polícia. De acordo com a mesma pesquisa, 71% dos homens acreditam que a negligência nos cuidados das crianças justifica o marido agredir a esposa, enquanto 72% das mulheres acreditam que é justificado um marido bater na sua esposa se ela sair de casa sem informá-lo. Na China, o infanticídio feminino ainda é registrado em áreas rurais, principalmente em famílias em situação de vulnerabilidade social e econômico, com o mesmo ocorrendo em partes do Paquistão. No século XXI, a questão da violência contra as mulheres no Cazaquistão chamou a atenção do público, resultando na Lei sobre a Prevenção da Violência Doméstica de 2009. No entanto, como em outras partes da Ásia Central, a discriminação acentuada de gênero continua sendo uma anomalia social relevante.
ONGs locais e regionais têm ajudado a aumentar a conscientização sobre a violência contra as mulheres em várias partes da Ásia. As políticas do governo em relação a esta realidade são ineficazes e tentativas de melhorar esta área foram recebidas com resistência. No Líbano, por exemplo, não se reconhece o conceito de violação conjugal, e as tentativas de adicionar este conceito à lei foram atacadas por clérigos libaneses.

### Esterilização forçada
Na Ásia Central e no sul do continente, foram registrados casos de esterilização forçada. A BBC World Service, no seu relatório "Assignment" de 12 de abril de 2012, descobriu evidências de que mulheres estão sendo esterilizadas no Uzbequistão, muitas vezes sem o seu conhecimento, em um esforço pelo governo para controlar a população. Uma lei uzbeque fornece algumas salvaguardas para a segurança das mulheres no país, mas as mulheres continuam a enfrentar inúmeros problemas sociais. Casos do tipo também foram denunciados por mulheres paquistanesas, que muitas vezes estão envoltas em casos de crimes de honra, casamentos forçados, prostituição forçada e a compra e venda de mulheres.

## Política
As mulheres tailandesas estão entre as primeiras mulheres na Ásia a receber o direito ao voto, em 1932, como resultado da Revolução Siamesa naquele ano. As mulheres mongóis também estão entre as primeiras a conquistar o direito de votar, em 1924. Em contrapartida, na Arábia Saudita, as mulheres não podem candidatar-se para cargos elevados.
Filipinas, Índia, Indonésia, Quirguistão, Sri Lanka, Taiwan, Coreia do Sul estão entre os países que foram (ou são) governados por mulheres, com Pratibha Patil governando a Índia de 2007 a 2012, Megawati Sukarnoputri no governo da Indonésia de 2001 a 2004, Roza Otunbayeva como presidente do Quirguistão entre 2010-2011, Chandrika Kumaratunga servindo como presidente cingalesa entre 1994 e 2005 e Tsai Ing-wen e Park Geun-hye governando Taiwan e Coreia do Sul atualmente, respectivamente. As Filipinas é o únic país asiático governado duas vezes por duas mulheres diferentes, com Corazón Aquino exercendo a presidência entre 1986 e 1992 e Gloria Macapagal-Arroyo como presidente de 2001 a 2010. Além destas, Bangladesh, Paquistão e Tailândia tiveram, em sua história recente, mulheres no cargo de primeira-ministra, sendo estas Khaleda Zia, Sheikh Hasina, Benazir Bhutto e Yingluck Shinawatra. O Vietnã tem, por duas vezes consecutivas, uma mulher no cargo de vice-presidente, sendo estas Nguyễn Thị Doan e Nguyen Thi Kim Ngan.

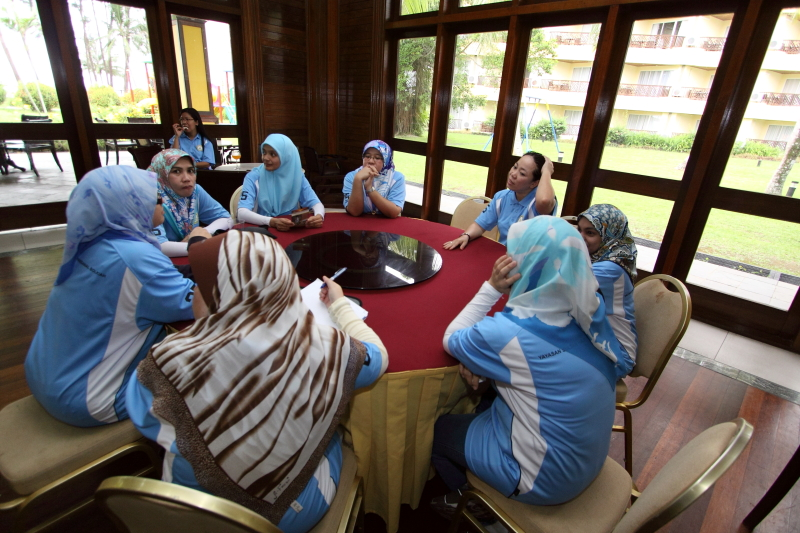
Mulheres malaias sentadas em um restaurante
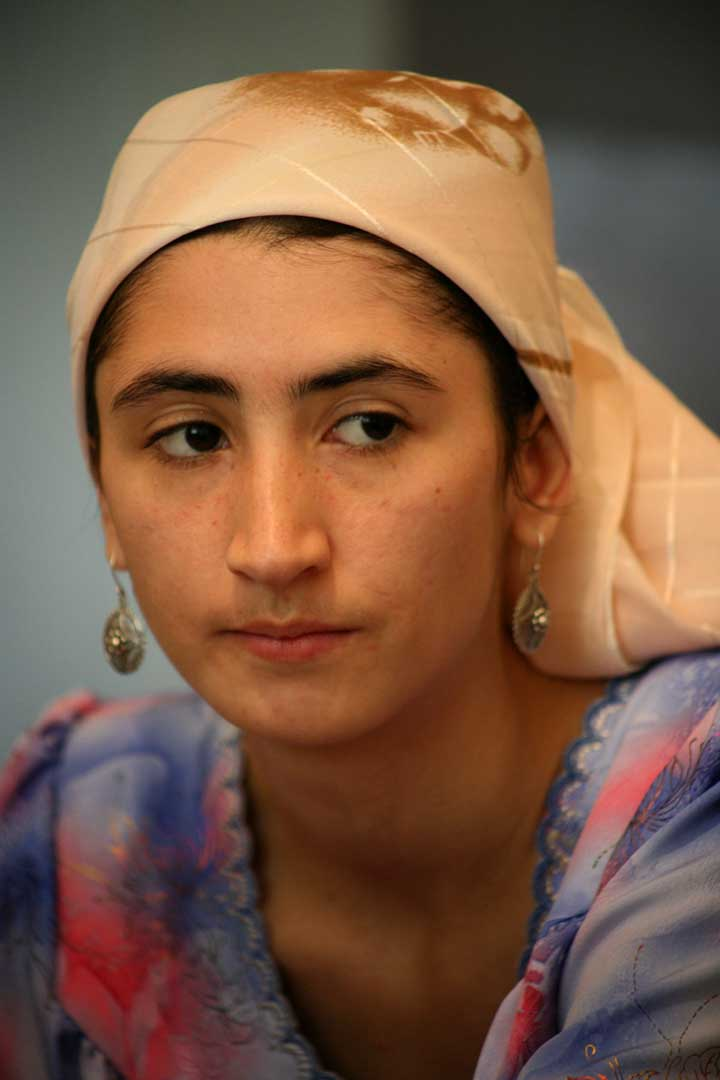
Jovem tajique
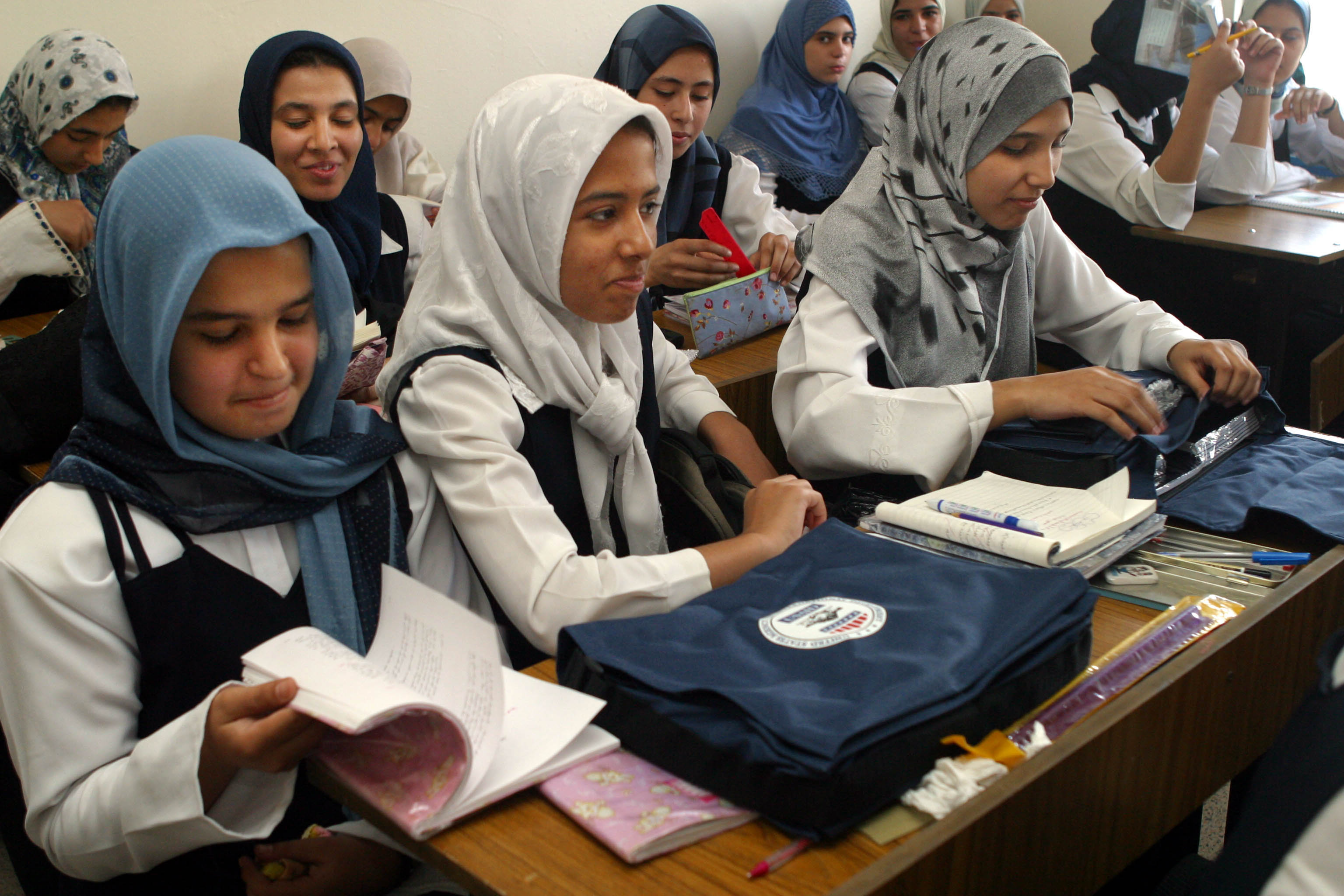
Estudantes iraquianas
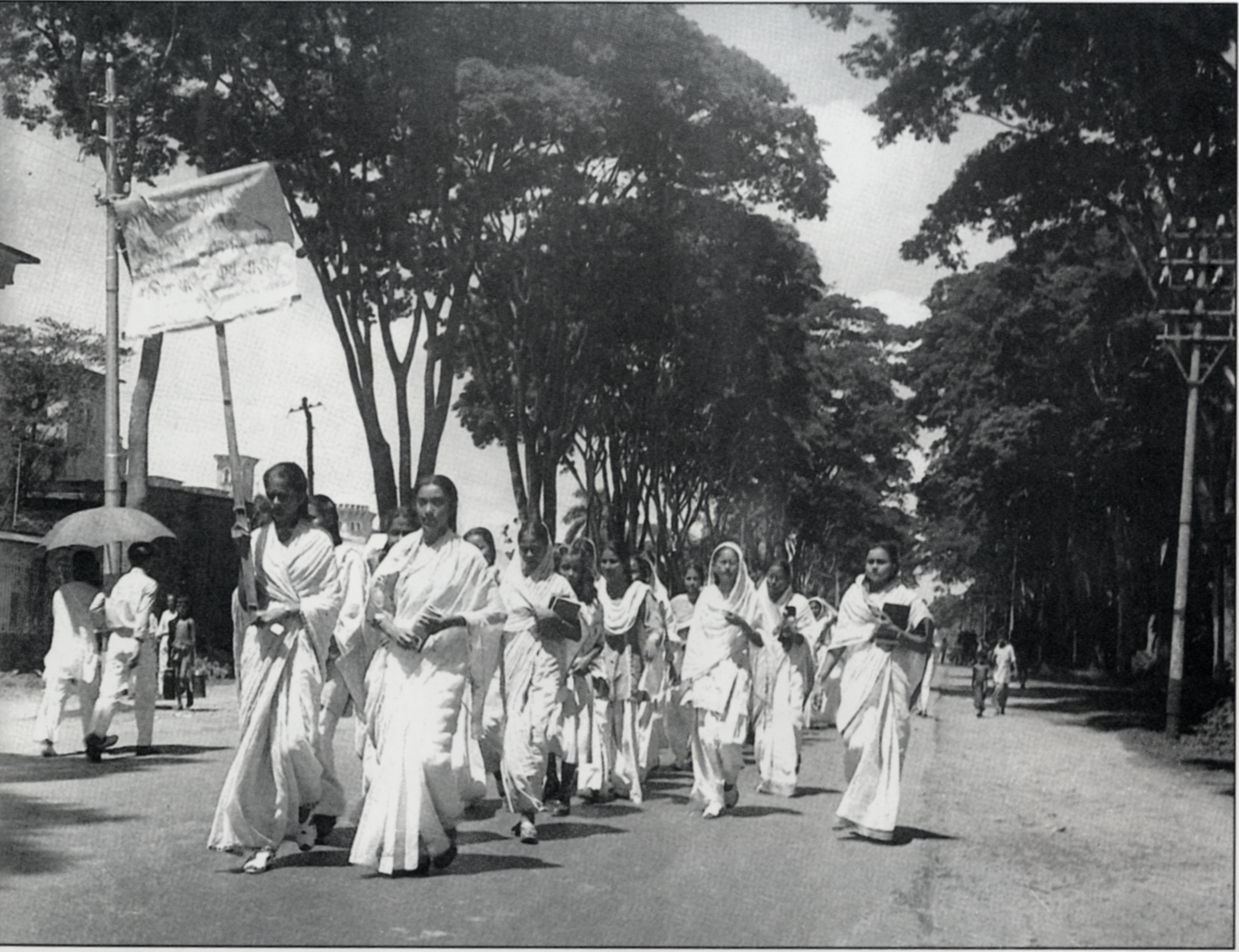
Mulheres bengalis protestam no aniversário do Movimento da Língua, na Universidade de Daca (1953)
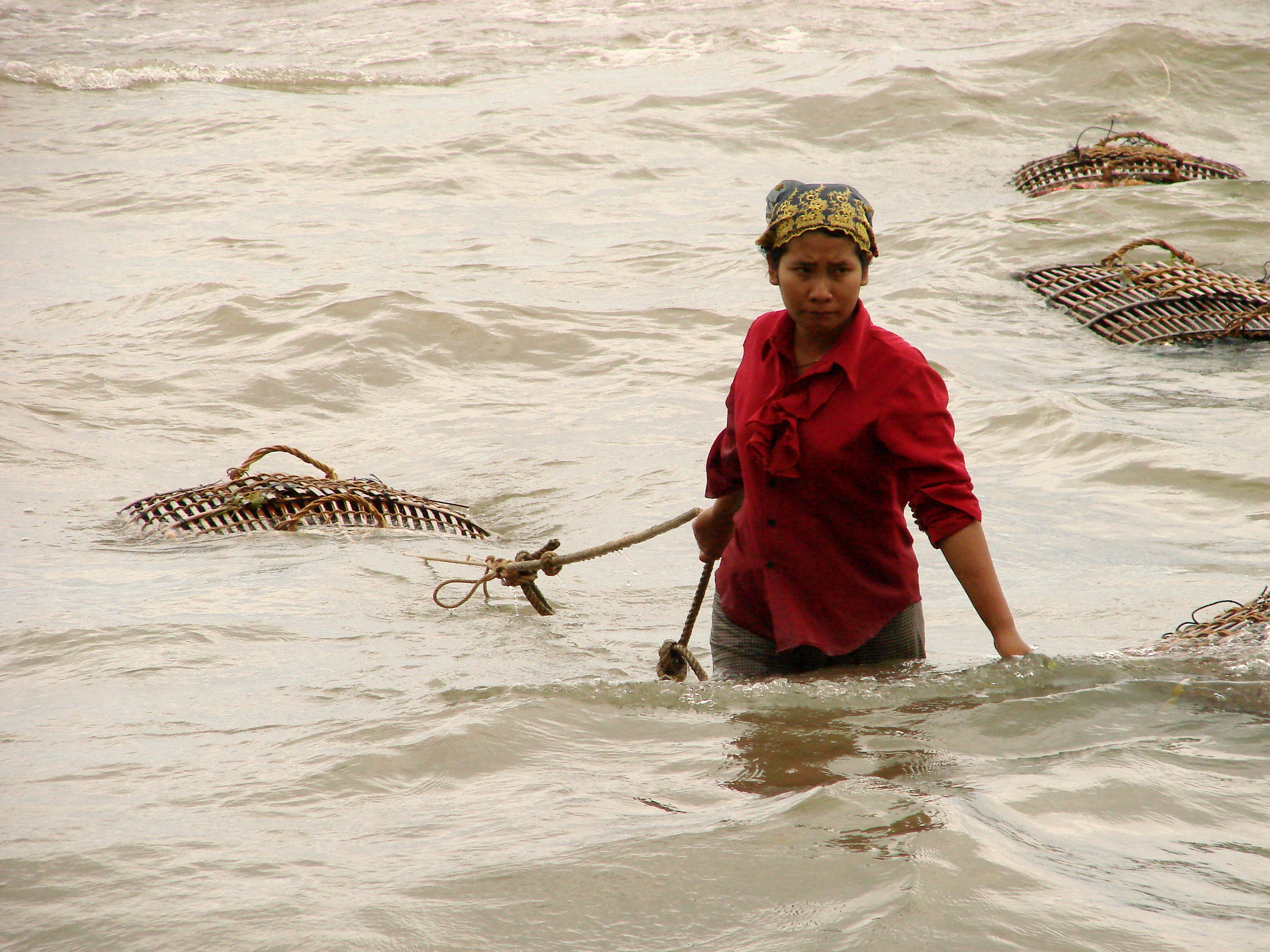
Pescadora cambojana
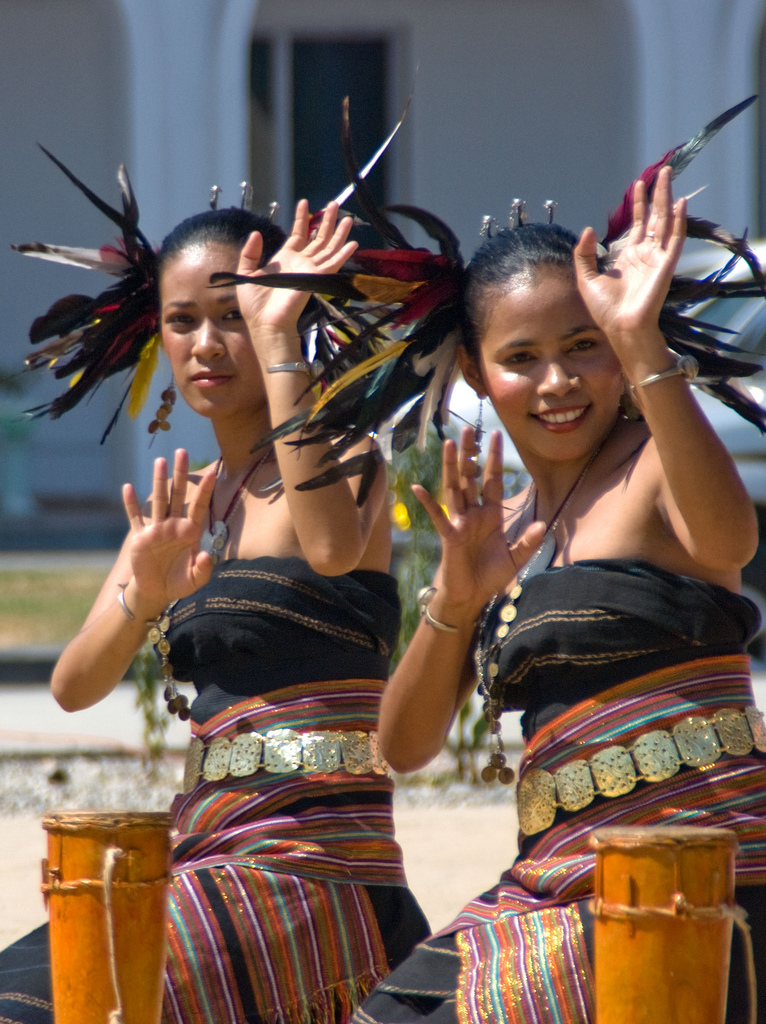
Mulheres timorenses em dança tradicional
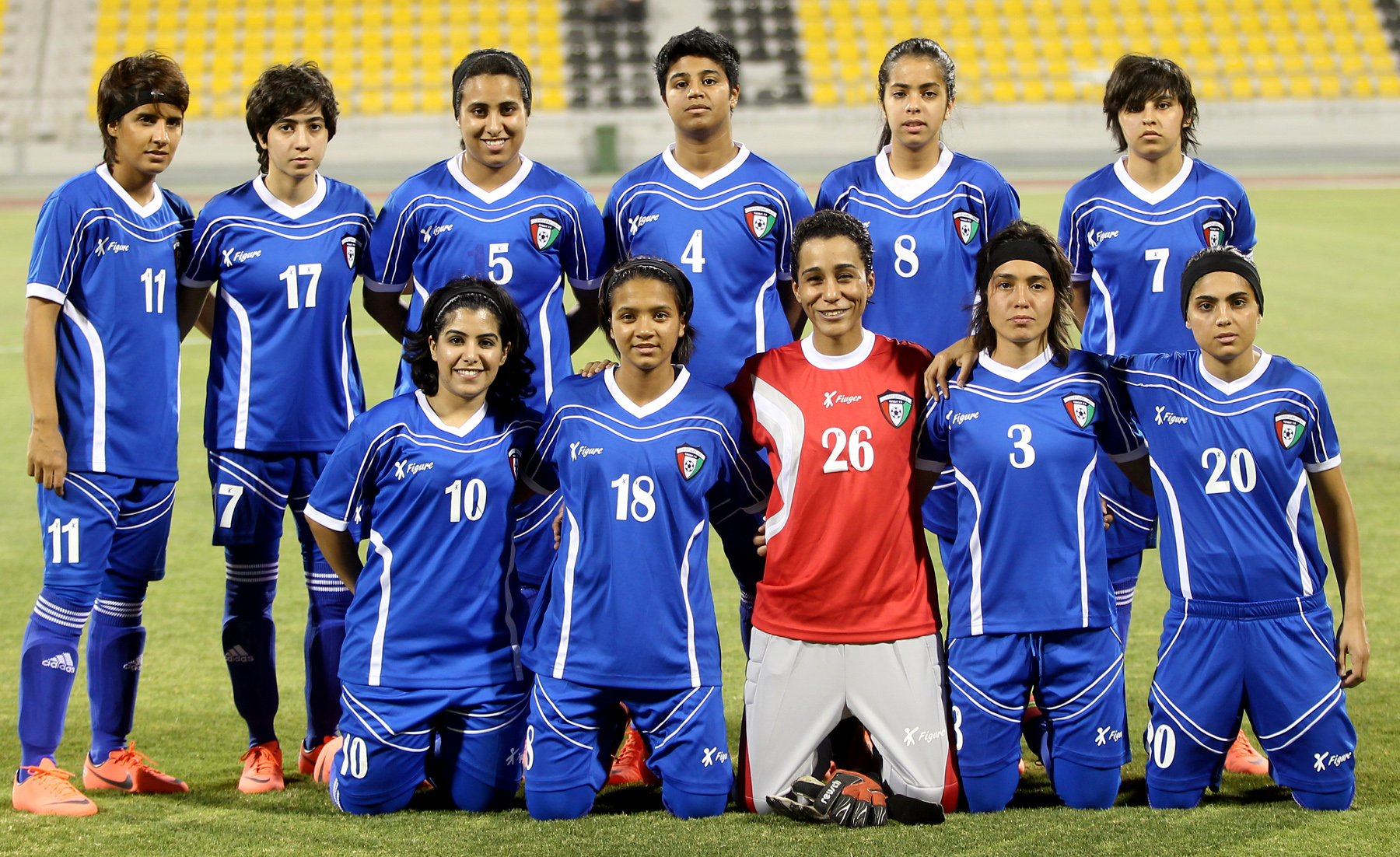
Seleção Feminina de Futebol do Kuwait
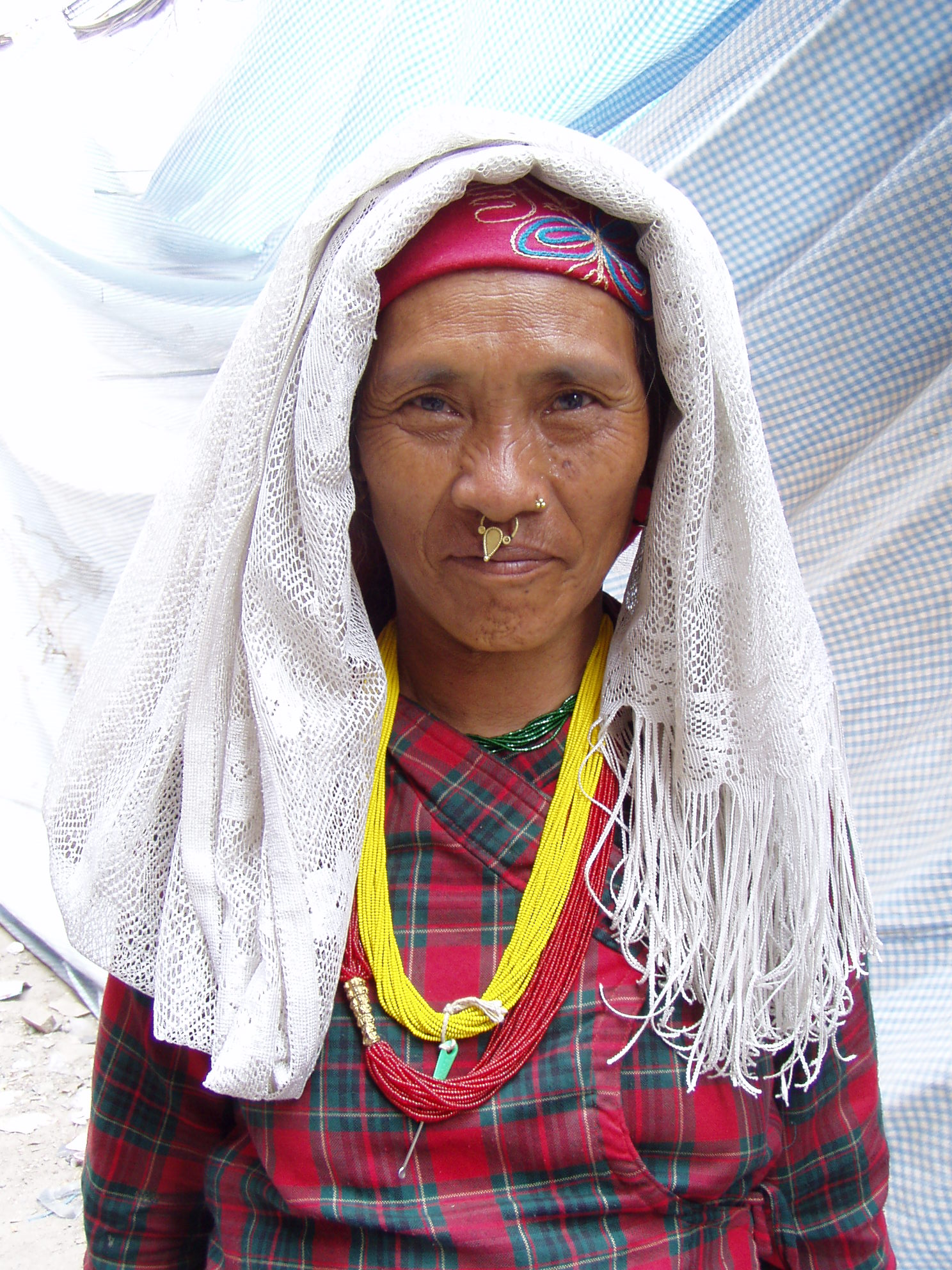
Mulher nepalesa
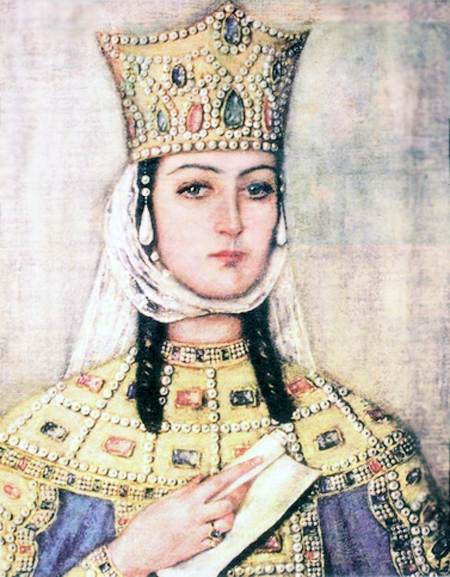
Rainha Tamara da Geórgia (1160-1213), que presidiu a Idade de Ouro na monarquia georgiana medieval e foi a primeira mulher a governar a Geórgia em seu próprio direito.
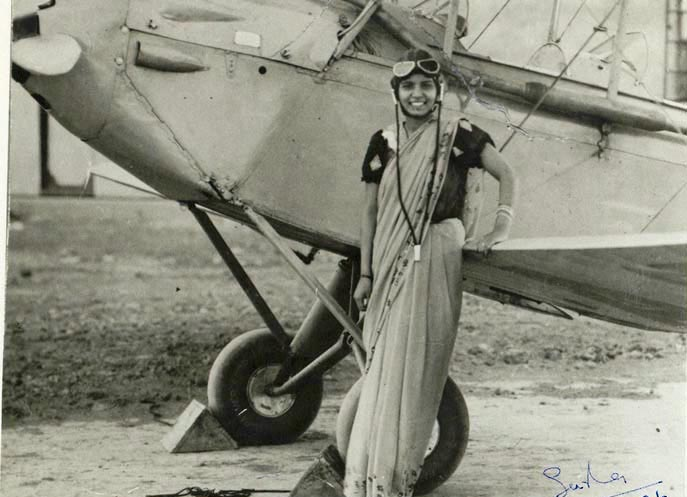
Sarla Thakral, primeira mulher indiana a pilotar um avião
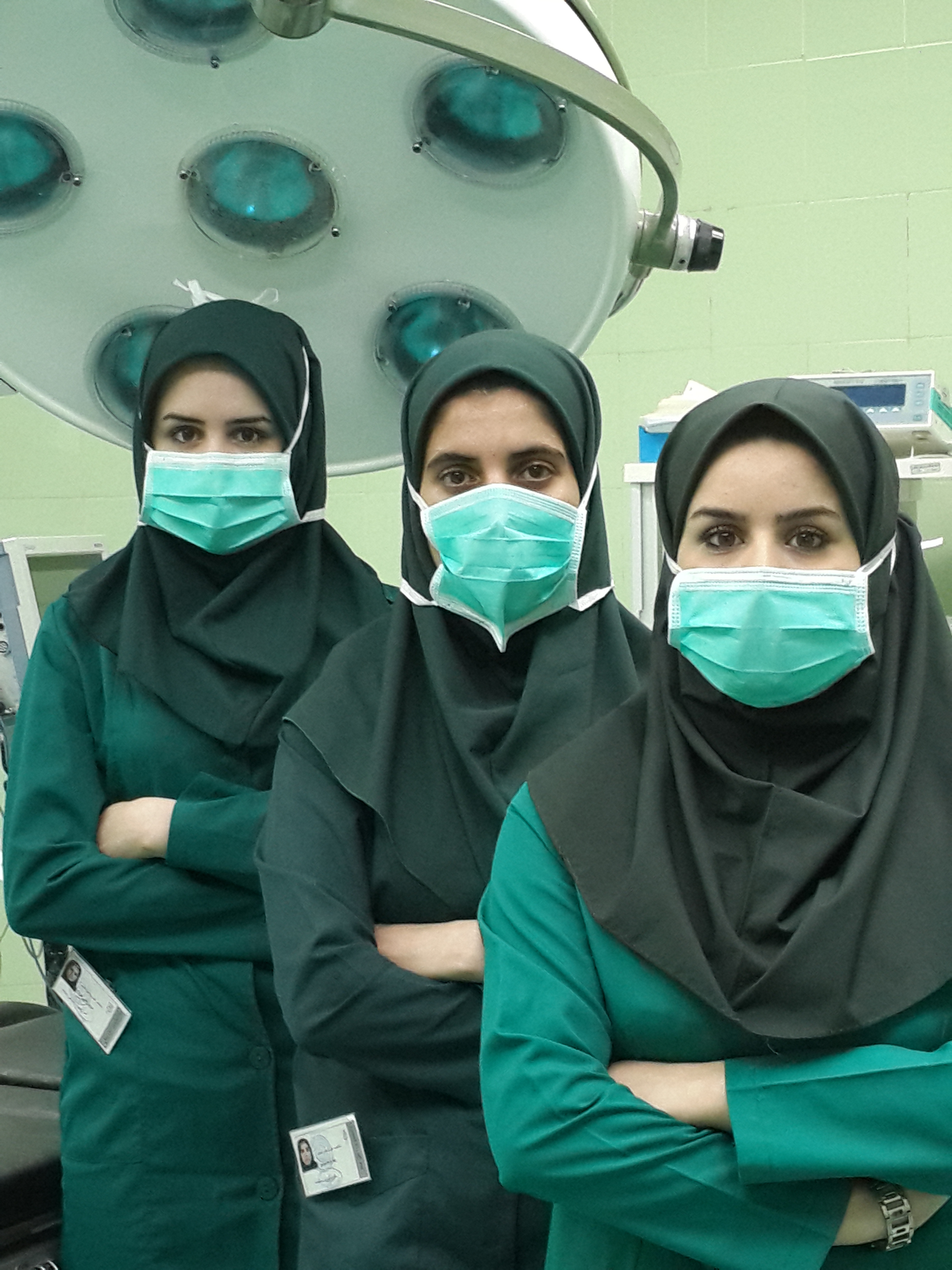
Tecnólogas cirúrgicas iranianas
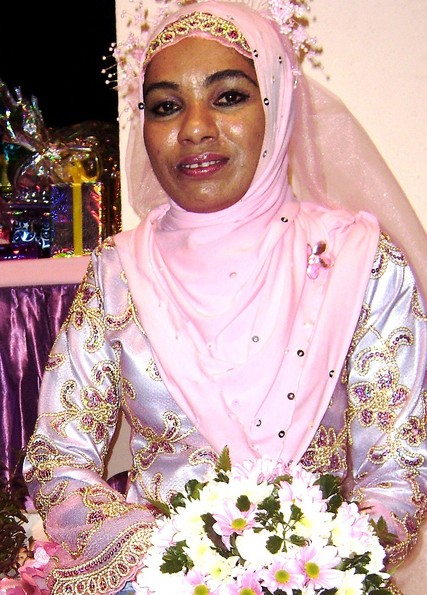
Mulher maldívia
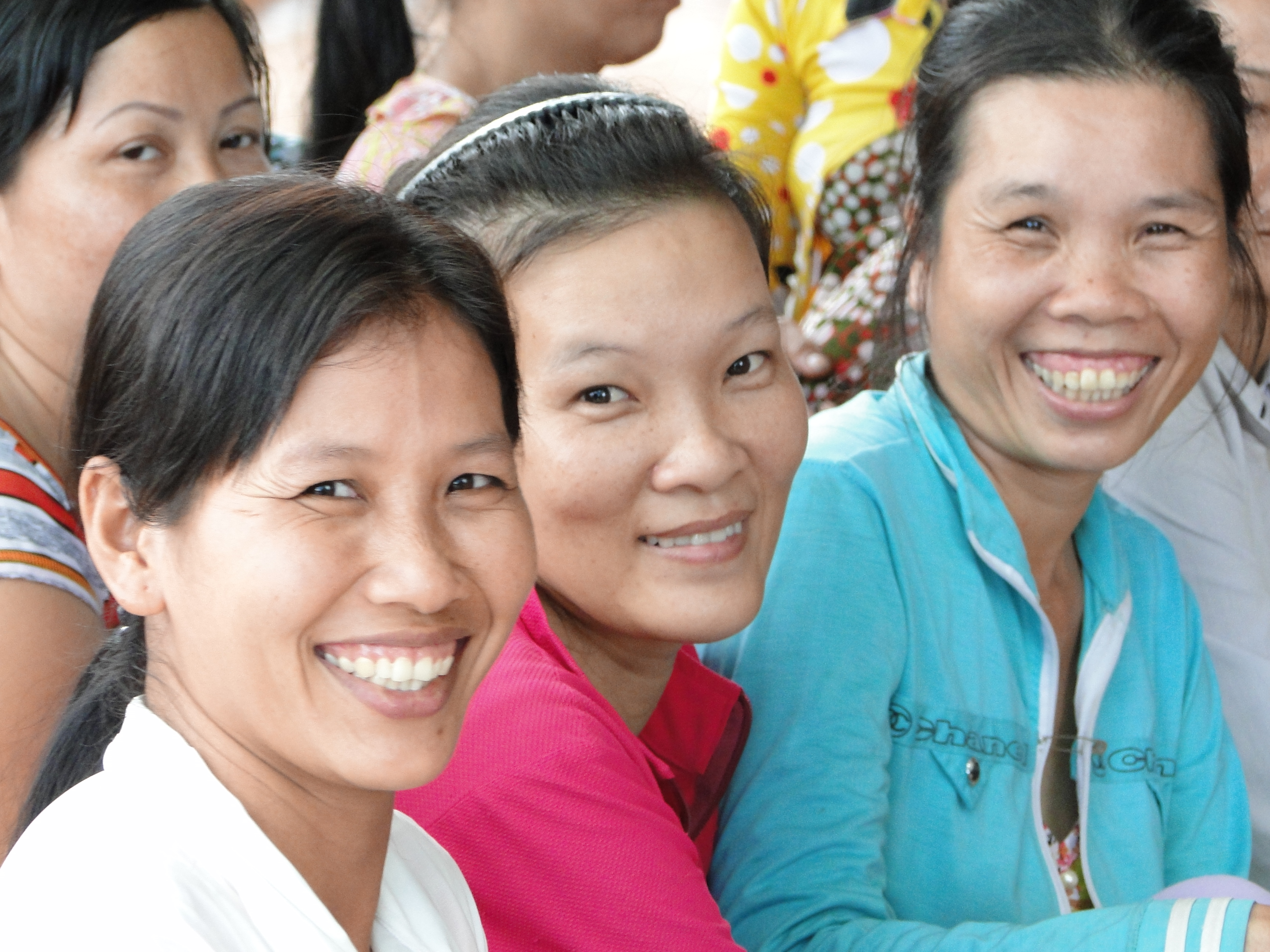
Grupo de mulheres vietnamitas